# نگ سر میانگ
نگ سر میانگ (به انگلیسی: Ng Ser Miang) متولّد ۶ آوریل ۱۹۴۹، دیپلمات و مدیر اجرایی اهل چین است، که هم‌اکنون به‌عنوان نایب رئیس کمیتهٔ بین‌المللی المپیک فعالیت می‌کند.